# Aichryson tortuosum
Aichryson tortuosum, biljna vrsta iz porodice tustikovki. Endem je s Kanarskih otoka.
To je višegodišnji sukulentni polugrm koji naraste do 20cm. visine (8 inči). Listovi su dlakavi, tamnozeleni, na jakoj svjetlosti crvenkaste boje, a cvjetovi zlatnožuti.

## Uzgoj
- Tolerancija vrućine:  treba je držati unutra za jakih vrućina
- Porijeklo:  Kanari
- Opis:  sukulentna biljka, naraste do 20 cm visine
- Cvjetovi:   zlatno-žute boje, pojavljuju se u kasno proljeće

## Poddvrste
- Aichryson tortuosum var. bethencourtianum (Bolle) Bañares & S.Scholz

## Sinonimi
- Aeonium tortuosum (Ait.) A. Berger
- Aeonium tortuosum (Ait.) J. Pitard & L. Proust
- Aichryson pulvinatum Burchard
- Aichryson pygmaeum (C. Sm. ex Link) Webb ex Berth.
- Aichryson radicescens Webb & Berth.
- Macrobia tortuosa (Ait.) G. Kunkel
- Sempervivum pulvinatum (Burchard) Praeger
- Sempervivum pygmaeum C.Sm. ex Link
- Sempervivum radicescens (Webb & Berth.) Christ
- Sempervivum tortuosum Ait.

- Aichryson tortuosum

## Vanjske poveznice
|  | Zajednički poslužitelj ima stranicu o temi Aichryson tortuosum |
|  | Wikivrste imaju podatke o taksonu Aichryson tortuosum          |